# كريستين كلافيير
كريستين كلافيير (بالفرنسية: Christian Clavier )‏
```
(و. 
1952  
م
) هو 
ممثل أفلام
، 
وممثل هزلي
، 
وكاتب سيناريو
، 
ومنتج أفلام
، 
ومخرج أفلام
، 
وممثل مسرحي
 فرنسي، ولد في 
باريس
.
[
5
]
```

## التعليم
تعلم في معهد الدراسات السياسية بباريس.

## جوائز
حصل على جوائز منها:
- وسام جوقة الشرف من رتبة فارس
- وسام جوقة الشرف
- وسام الاستحقاق الوطني.

## وصلات خارجية
- كريستين كلافيير على موقع IMDb (الإنجليزية)
- كريستين كلافيير على موقع مونزينجر (الألمانية)
- كريستين كلافيير على موقع قاعدة بيانات الأفلام العربية
- كريستين كلافيير على موقع ألو سيني (الفرنسية)
- كريستين كلافيير على موقع أول موفي (الإنجليزية)
- كريستين كلافيير على موقع قاعدة بيانات الأفلام السويدية (السويدية)
- كريستين كلافيير على موقع إن إن دي بي (الإنجليزية)
- كريستين كلافيير على موقع ديسكوغز (الإنجليزية)
- كريستين كلافيير على موقع قاعدة بيانات الفيلم (الإنجليزية)
- كريستين كلافيير على موقع ليتربوكسد (الإنجليزية)